# Kunisaki
Kunisaki (jap. 国東市 Kunisaki-shi) – miasto położone w Japonii, w prefekturze Ōita, w północnej części wyspy Kiusiu.
Obecne miasto Kunisaki zostało założone 31 marca 2006 roku przez przyłączenie do wcześniejszych granic miasta miejscowości z powiatu Higashikunisaki: Aki, Kunimi oraz Musashi.
W mieście znajduje się port lotniczy Ōita.

## Populacja
Zmiany w populacji Kunisaki w latach 1970–2015:
| Rok  | Populacja |
| ---- | --------- |
| 1970 | 46 521    |
| 1975 | 42 579    |
| 1980 | 40 504    |
| 1985 | 39 784    |
| 1990 | 37 771    |
| 1995 | 36 253    |
| 2000 | 35 425    |
| 2005 | 34 206    |
| 2010 | 32 002    |
| 2015 | 28 650    |